# Društveni mediji
Društveni mediji definiraju se kao novi izvori internetskih informacija koje nastaju, kruže i koriste se od strane potrošača s ciljem međusobno razmjene informacija o proizvodima, markama, uslugama i posebnostima. Obuhvaćaju brojne i vrlo raznovrsne medije, kao što su: blog, sobe za chat, e-pošta, internetski forumi, društvene mreže i dr.
Klasični mediji predstavljaju tradicionalni oblik informiranja javnosti. Društveni mediji mjesta su okupljanja ljudi sličnih interesa. Tako na određenoj web stranici nastaju virtualne zajednice ljudi okupljenih oko određenih tema i informacija, od akademskih do hobijskih i slobodnih.
Izum telegrafa pridonio je socijalizaciji i povećanju komunikacije među ljudima. Pojavom radija i televizije rođena je prva informacijska revolucija. Sve do pojave interneta 1970-ih nije postojala prava interaktivnost, odnosno medij koji povezuje velik broj korisnika. Jedna od prvih koja je zaživjela na internetu, usluga je za slanje i primanje elektroničke pošte. Danas je e-mail jedan od najvažnijih komunikacijskih alata, te nezaobilazni dio poslovne korespondencije. Razvoj internetskog okruženja pratila je prava ekspanzija raznih usluga poput Napstera, do pojave Wikipedije i prvih servisnih blogova krajem 1990-ih. Myspace jedna je od prvih popularnijih društvenih medija. Kasnije su se pojavile nove društvene mreže kao što su: Facebook, Twitter, YouTube i Flickr. Učinkoviti marketinški rezultati postižu se pravilnom kombinacijom korištenja ovih usluga, kao i odgovarajućim ciljanjem tržišta. Zbog široke rasprostranjenosti i ekspanzije, društveni mediji koriste se u razne svrhe. Njih koriste i stručnjaci koji se bave marketingom, medijima, komunikacijom ili odnosima s javnošću.
Društveni medij društvena je struktura sastavljena od čvorova (koji su općenito pojedinci ili organizacije) povezanih jednom ili više međuovisnosti, kao što su: vrijednosti, vizije, ideje, financijski interesi, prijateljstva, sličnosti, razlike, sukobi, kupnja, povezanost preko mreža. Rezultirajuća struktura često može biti vrlo složena. Čvorovi su pojedinačni akteri unutar medija, a veze su odnosi između aktera. Može postojati mnogo različitih veza između čvorova. Ovi se koncepti često prikazuju u obliku dijagrama društvenih medija gdje su čvorovi točke, a veze linije.